# Per Stig Møller
Pour les articles homonymes, voir Møller.
Per Stig Møller, né le 27 août 1942 à Frederiksberg (Danemark), est un homme politique danois, membre du Parti populaire conservateur (KF).
Il est ministre de l'Environnement du Danemark au début des années 1990, avant de revenir au gouvernement en 2001 comme ministre des Affaires étrangères, une fonction qu'il occupe jusqu'au début de 2010. Il est ensuite ministre de la Culture jusqu'à l'automne 2011.

## Biographie

### Formation et carrière
En 1961, il obtient son diplôme de l'enseignement secondaire, puis poursuit des études de littérature à l'université de Copenhague, dont il décroche une maîtrise en 1967 et un doctorat six ans plus tard.
Il a occupé la présidence du conseil de l'Association nationale des étudiants de 1970 à 1972.
Il commence à travailler dès 1973 comme journaliste au service culture de Radio Danemark. Il devient chef adjoint du service un an plus tard mais doit renoncer afin de prendre un poste de lecteur à l'université Paris-1 Panthéon-Sorbonne qu'il occupe jusqu'en 1976. Il revient alors au Danemark et retrouve son emploi de chef adjoint du service culture, qu'il conserve durant trois ans.
En 1979, il est choisi comme chef des programmes auprès du directeur des programmes de la radio. Il abandonne ce poste en 1984, et devient vice-président du comité directeur (Radiorådet, constitué uniquement de personnalités politiques) en 1985. Il en prend la tête en 1986 pour un an.
Il a par ailleurs été commentateur au quotidien Berlingske Tidende entre 1984 et 2001 et président de la Fédération de l'éducation populaire (FOF) de 1983 à 1989.

### Vie privée
Per Stig Møller est le fils de l'ancien ministre des Finances Poul Møller, et de la journaliste Lis Møller, qui ont été députés au Folketing.

## Parcours politique

### Au sein du KF
Per Stig Møller est élu président des lycéens conservateurs danois, mais renonce un an plus tard afin de prendre le même poste chez les Étudiants conservateurs danois. Il n'exerce cette responsabilité qu'un an, soit jusqu'en 1962.
En 1985, il entre pour quatre ans au bureau politique du Parti populaire conservateur (KF). Il y fait son retour en 1993, et en a même occupé la présidence pendant un an à partir de 1997, puis le quitte en 1998. Cette année-là, il est devenu porte-parole du KF pour les affaires étrangères jusqu'en 2001.

### Au sein des institutions
Il est élu député au Folketing en 1984, et est désigné membre de la délégation danoise à l'Assemblée parlementaire du Conseil de l'Europe (APCE) trois ans plus tard. Il renonce le 18 décembre 1990, lorsqu'il est nommé ministre de l'Environnement du Danemark.
Contraint de quitter le gouvernement après l'arrivée au pouvoir des sociaux-démocrates en 1993, il retourne siéger à l'APCE à partir de 1994, et prend dans le même temps la présidence de la commission parlementaire de la Politique de sécurité, qu'il conserve jusqu'en 1996
En 1997, il est élu pour un an président du groupe parlementaire KF et quitte alors l'APCE. Quatre ans plus tard, le 27 novembre 2001, Per Stig Møller est nommé ministre des Affaires étrangères dans la coalition d'Anders Fogh Rasmussen. Reconduit le 18 février 2005 puis le 23 novembre 2007, il conserve son poste lorsque le ministre des Finances Lars Løkke Rasmussen devient ministre d'État, le 5 avril 2009.
À son poste, il a notamment défendu l'engagement du Danemark dans la guerre en Irak de 2003 et fait partie des signataires du traité établissant une Constitution pour l'Europe en 2004. Le 23 février 2010, à l'occasion d'un important remaniement ministériel, il est muté au poste de ministre de la Culture, auquel s'ajoute le portefeuille des Affaires ecclésiastiques le 8 mars 2011,.
Après la victoire des partis de gauche aux élections législatives de septembre 2011 et la constitution d'un nouveau gouvernement sous la direction de Helle Thorning-Schmidt, Møller quitte ses fonctions ministérielles le 3 octobre. Quelques semaines plus tard, en décembre, il annonce qu'il mettra un terme à sa carrière politique après les prochaines élections législatives. Il quitte donc le Folketing après les élections de juin 2015.